# 指宿昭一
指宿 昭一（いぶすきしょういち、1961年 - ）は、日本の弁護士、労働運動家。暁法律事務所所長、日本労働弁護団常任幹事・東京支部事務局長、外国人技能実習生問題弁護士連絡会共同代表、外国人労働者弁護団代表。労働者側に立った労働問題、外国人の入管問題、外国人技能実習生の人権問題に長年取り組んできた弁護士として著名な人物である。

## 概要
1980年、筑波大学比較文化学類に入学。学生時代は学生運動に取り組んだ。在学中に働いていた大手コンビニチェーンのフランチャイズ店の労働問題を機に労働組合の活動を始める。卒業後は統一労評（現在の日本労働評議会）に所属した。20代は労組の活動家として、中小企業の労組の活動を行う。統一労評と関係が深かった弁護士の安養寺龍彦が倒れたことで、統一労評の活動家の中から弁護士を養成することになり、指宿が労組の活動家として司法試験に挑戦することとなる。その後17回の挑戦の果てに44歳で司法試験に合格。2007年9月、弁護士登録（第二東京弁護士会）をし、同時に新宿区高田馬場で暁法律事務所を開設。以後、2010年の外国人研修生の労働者性を初めて認めた三和サービス事件で東京高裁判決、2012年の精神疾患に罹患した労働者の解雇を無効とした日本ヒューレット・パッカード事件で最高裁判決で勝訴を収めた。
2021年7月、アメリカ国務省は公表した人身売買に関する年次報告書の中で、人身売買と闘うヒーローの1人に外国人技能実習生の支援活動に取り組む弁護士指宿昭一を選んだ。

## 著書
- 「外国人技能実習生法的支援マニュアル 今後の外国人労働者受入れ制度と人権侵害の回復」（外国人技能実習生問題弁護士連絡会編、共著、明石書店、2018年） ISBN 4750347000
- 「使い捨て外国人 ～人権なき移民国家、日本～」（単著、朝陽会、2020年）ISBN 4903059596

## 出演

### ウェブ番組
- ポリタスTV（YouTube、2023年4月17日）